# Klaas van Kruistum
Klaas van Kruistum (Veenendaal, 6 oktober 1976) is een Nederlandse presentator en radio-dj, die na lange tijd voor de EO gewerkt te hebben, sinds augustus 2014 werkzaam is bij KRO-NCRV.

## Radio
Van Kruistum begon bij de Stichting Lokale Omroep Kerken (STILOK), eerst als technicus en later ook presentator van jongerenprogramma's. Later kwam hij terecht bij Evert ten Ham, die destijds dj was op 3FM. Niet lang daarna werd hij aangenomen als programmamaker, geluidstechnicus en producer van commercials. Twee jaar daarna besloot hij een heel andere richting in te gaan: hij begon aan de opleiding Verpleegkunde op het hbo te Utrecht. Maar niet lang daarna kwam hij terug bij 3FM met een eigen programma.
Meer dan drie jaar lang was Van Kruistum presentator van het radioprogramma X-ion, een onderdeel van Xnoizz, een serie radioprogramma's bij de EO op 3FM. Tevens werkte Van Kruistum mee aan GospelFM.  Na die tijd wilde hij aan iets nieuws beginnen en vertrok hij naar YAM FM.
Drie jaar later kwam hij weer terug bij de EO en 3FM, waar hij het radioprogramma Klaas Vaak presenteerde in de nacht van woensdag op donderdag. Ook richtte hij zich op de webradio van EO-Ronduit en had hij vanaf oktober 2005 weer een vaste uitzending op zondagavond,  Ronduit.nl. Vanaf 2006 presenteerde Van Kruistum Jouw Weekendfinale! op de zondagavond op NPO 3FM, in het seizoen 2010-2011 samen met Miranda van Holland. Op 31 augustus 2014 was de laatste uitzending en stopte Van Kruistum als dj bij NPO 3FM en nam Joram Kaat het stokje over.
Het zou tot januari 2025 duren voordat Van Kruistum weer op een publieke radiozender te horen was. Met de invoering van de nieuwe programmering van NPO Radio 2 vanaf januari 2025, presenteert Van Kruistum per 3 januari iedere vrijdagavond tussen 22:00 en 00:00 uur namens KRO-NCRV het programma Alles kan op vrijdag

## Televisie

### Evangelische Omroep
In 2008 maakt Van Kruistum zijn debuut als televisiepresentator toen hij Herman Wegter opvolgde bij Omega Code. Hierna volgden programma's als Checkpoint (bekroond met een  Gouden Stuiver) en Bestemming Onbekend. Andere programma's die Van Kruistum (mede) presenteerde waren de EO-Jongerendag, De Gilfactor, Retourtje Israël, Voor God en Vaderland, IJSSTRIJD! en Ik kom bij je slapen.

### KRO-NCRV
In augustus 2014 maakte Van Kruistum de overstap naar de nieuwe fusieomroep KRO-NCRV. Dat jaar was hij de verteller bij Kerst met de Zandtovenaar in Roermond. Verdere titels die hij hier heeft gepresenteerd zijn De Rekenkamer en Beste vrienden. Tussen 2014 en 2021 presenteerde hij Zapplive en Zapplive op zondag op NPO 3. Van het programma Klaas kan alles heeft hij sinds 2015 acht seizoenen gemaakt. In 2018 was hij voor de tweede keer verteller bij Kerst met de Zandtovenaar, dat jaar in Meppel. Eind 2022 was hij een van de presentatoren van het programma Zin in zondag. In 2024 deed hij opnieuw de vertelling van Kerst met de Zandtovenaar, dat jaar in Barneveld.

### Gastoptredens
In 2015 deed Van Kruistum mee aan Zapp Magic Battle en in 2016 aan het programma Wie is de Mol?, waar hij aan het einde van de serie werd ontmaskerd als De Mol van 2016. In augustus 2018 was Van Kruistum te zien in een gastrol in de film van Dylan Haegens, De Film van Dylan Haegens. In 2019 was hij verslaggever bij The Passion in Dordrecht.

### Lijst televisieoptredens
| programma                                       | Jaren        | Opmerking        |
| ----------------------------------------------- | ------------ | ---------------- |
| Omega Code                                      | 2008 – 2009  | Presentator      |
| Bestemming Onbekend                             | 2010 – 2013  | Presentator      |
| Checkpoint                                      | 2009 – 2015  | Presentator      |
| The Passion 2011                                | 2011         | als Discipel     |
| De Gilfactor                                    | 2011         | Presentator      |
| Retourtje Israël                                | 2011 – 2014  | Presentator      |
| Voor God en Vaderland/Helden en Herrieschoppers | 2012 – 2013  | Presentator      |
| IJSSTRIJD!                                      | 2013 – 2014  | Presentator      |
| Ik kom bij je slapen                            | 2014         | Presentator      |
| De Rekenkamer                                   | 2014 – 2015  | Presentator      |
| Zapplive                                        | 2014 – 2021  | Presentator      |
| Klaas kan alles                                 | 2015 – heden | Presentator      |
| Wie is de Mol?                                  | 2016         | De mol           |
| Beste vrienden                                  | 2016 – 2017  | Presentator      |
| Zapplive op zondag                              | 2018 – 2019  | Presentator      |
| The Passion 2019                                | 2019         | als verslaggever |
| FC De Helden                                    | 2019         | Presentator      |
| Zapplive Extra                                  | 2020 & 2021  | Presentator      |
| Zin in zondag                                   | 2022         | Presentator      |
| Secret Duets                                    | 2022         | Deelnemer        |
| 30 Seconds                                      | 2024         | Deelnemer        |
| Onderaan de streep                              | 2024         | Deelnemer        |

## Persoonlijk
Klaas van Kruistum is getrouwd en is vader van vier dochters.